# 拍喃一路

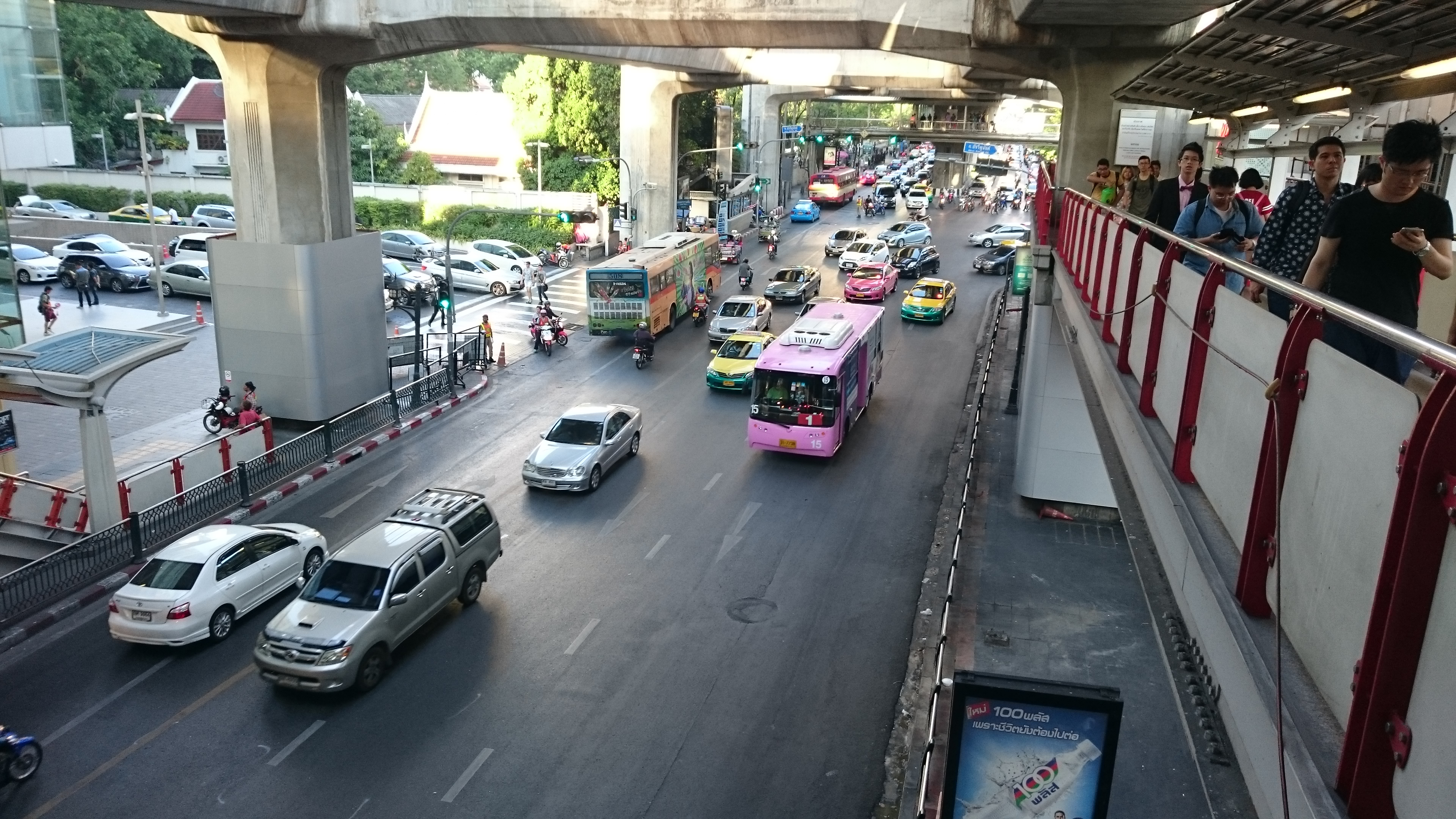
自暹罗车站俯瞰拍喃一路

拍喃一路又翻譯作拉瑪一世路是泰国首都曼谷的干线道路，它东西贯通整个巴吞旺县，是曼谷最繁華熱鬧的商業區之一。曼谷大眾運輸系統是隆線和素坤逸線在這條路交會。
拉瑪一世路穿过曼谷购物中心暹罗区，北面為曼谷藝術文化中心、暹羅探索百貨、暹羅購物中心、暹邏百麗宮購物商城、巴吞哇那南寺，南面為国家运动场、群僑商業中心（MBK）、暹羅廣場。

## 历史
原名巴吞旺路。拉玛七世将此路更名为拍拉玛一世路，“拍”是尊称；本地华文译作拍喃一路。此路相传是拉玛一世仍身为吞武里王朝将军时凯旋途径的道路。

## 主要連接的道路
- 奔集路：能通住素坤逸路
- 叻南里路
- 披耶泰路

## 大眾運輸
- 曼谷大眾運輸系統，架空電車，世隆线，国家运动场车站、暹羅站

## 鄰近的地點
- 暹罗模范商业中心 Siam Paragon
- 國家運動場 Nation Stadium
- 暹罗中心 สยามเซ็นเตอร์ Siam Center
- 暹罗廣場 สยามสแควร์ Siam Square
- 群僑商业中心 มาบุญครอง Mahboonkrong Center
- 禅商业中心 ZEN Department Store